# Колебрук (Њу Хемпшир)
Колебрук (енгл. Colebrook) насељено је место без административног статуса у америчкој савезној држави Њу Хемпшир.

## Демографија
По попису из 2010. године број становника је 1.394.
| Група             | 2000.    | 2010.         |
| Белци             | 0 (0,0%) | 1.345 (96,5%) |
| Афроамериканци    | 0 (0,0%) | 4 (0,3%)      |
| Азијати           | 0 (0,0%) | 9 (0,6%)      |
| Хиспаноамериканци | 0 (0,0%) | 17 (1,2%)     |
| Укупно            | 0        | 1.394         |